# Margot Bennett
Margot Bennett (ur. w 1912 w Lenzie, zm. 6 grudnia 1980) – szkocka pisarka, tworząca powieści kryminalne i thrillery.
Edukację zdobywała w Szkocji i Australii. Pracowała jako copywriter w Sydney i w Londynie oraz jako pielęgniarka podczas hiszpańskiej wojny domowej.
Powieści Margot Bennett nie były dotychczas tłumaczone na język polski.